# Innertavle
Innertavle is een plaats in de gemeente Umeå in het landschap Västerbotten en de provincie Västerbottens län in Zweden. De plaats heeft 549 inwoners (2005) en een oppervlakte van 52 hectare. De plaats ligt net ten oosten van de stad Umeå, door de plaats loopt de rivier de Tavleån.

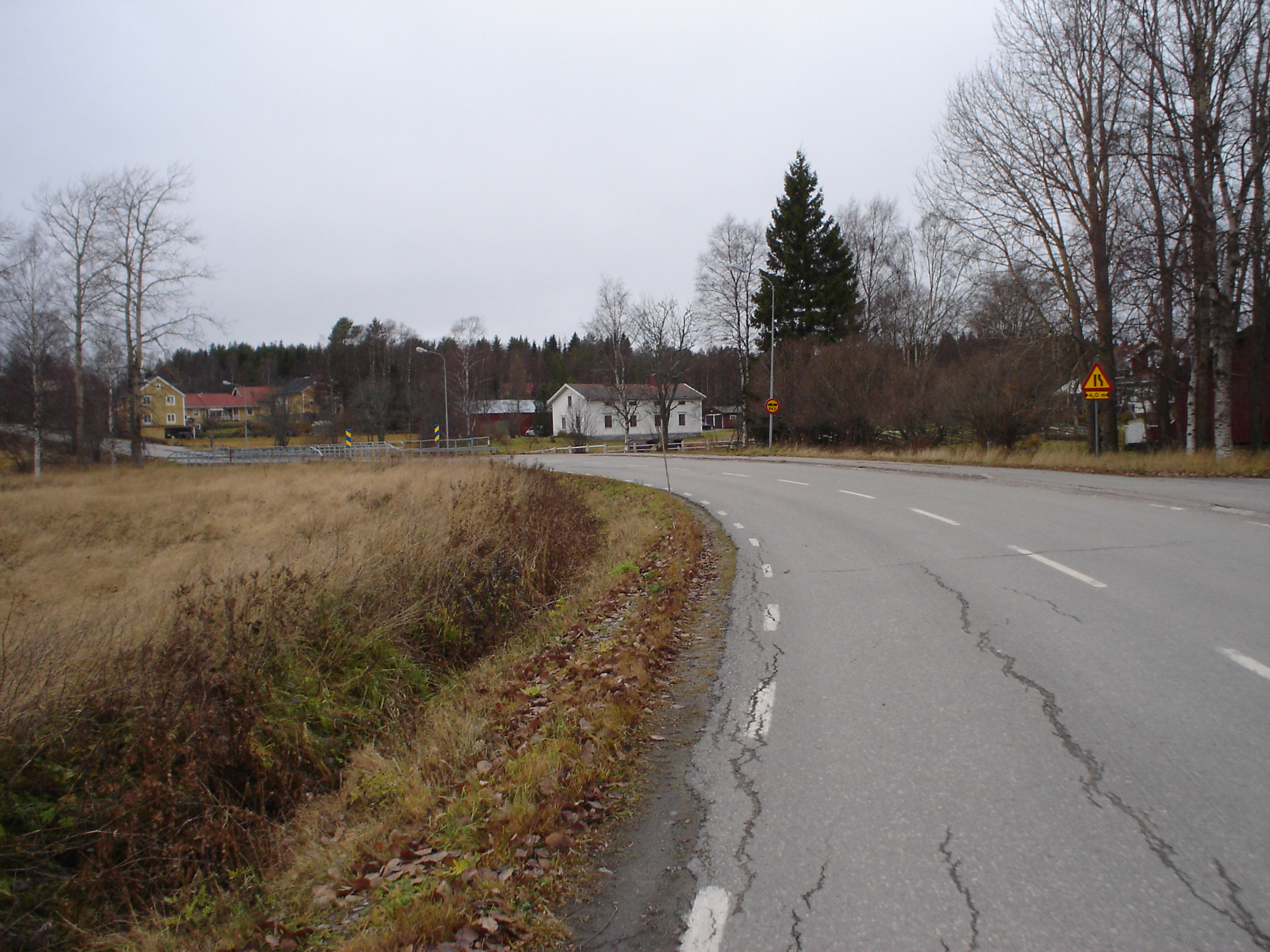
Innertavle